# Beni (cão)
Beni foi uma cão vira-latas húngaro. Morto em março de 2014, o animal ganhou uma monumento (uma estátua em bronze) em uma esquina no bairro em que viveu.
O cachorro ganhou fama e transformou-se no "cachorro do bairro", uma celebridade local, e foi adotado pela prefeitura da cidade em reconhecimento a sua fidelidade, pois, por longos 10 anos, Beni permaneceu esperando o retorno do seu dono no prédio em que ambos viviam, mas essa espera sempre foi inútil, já que o homem tinha morrido.
Seu dono era um chef de cozinha e morava no mesmo prédio do seu restaurante. Em 2004 houve o falecimento do chef e como este morava sozinho, o cachorro foi adotado por amigos, mas Beni sempre fugia para ficar em frente do prédio. Com o passar do tempo, os moradores próximos do prédio passaram a alimentar Beni e deixa-lo esperando o seu antigo dono. Em 2012 a prefeitura de Budapeste passou a cuidar do animal até a sua morte, em março de 2014.
Este caso é semelhante ao do cachorro Hachiko, que aguardou o retorno do seu dono numa estação de trem em uma cidade japonesa e após a sua morte, também ganhou uma estátua em sua homenagem.